# Balthazar Telles
Pour les articles homonymes, voir Telles.
Balthazar Telles ou Baltasar Teles en portugais (11 janvier 1596 à Lisbonne, Portugal - 20 avril 1675 à Lisbonne) est un jésuite, historien et philosophe portugais,. 

## Biographie
Balthazar Telles est le fils de João Teles et de D. Francisca de Morais. Il rejoint la Compagnie de Jésus le 24 mars 1610. Il est ensuite nommé professeur dans les collèges des jésuites d'Évora, de Coimbra, de Braga et de Lisbonne, où il enseigne la rhétorique, la théologie et la morale. Il est aussi nommé recteur du Colégio de Santo Antão, recteur du Colégio de S. Patrício,, ainsi que prélat de la Casa de São Roque. 
En 1660, Telles publia une histoire de l'Éthiopie, et donna une description des Ethiopiens blancs. Ainsi, il est souvent crédité comme le premier à décrire albinos (un terme dérivé du latin albus pour blanc). En fait, Bartolomé Leonardo de Argensola avait déjà décrit des enfants blancs nés des parents noirs en Nouvelle-Guinée dans sa Histoire de la conquête des Moluques en 1609. Argensola est également le premier à signaler l'utilisation du terme Albiños.

## Œuvres
- História Geral da Etiópia a Alta[4],[6], 1660, en français 1672, en anglais 1710[7].
- Summa universae philosophie, 1642 (deux volumes)[1]
- Crónica da Companhia de Jesus na Província de Portugal e do Que Fizeram nas Conquistas deste Reino os Religiosos que na mesma Província Entraram, nos Anos em Que Viveu Santo Inácio de Loiola, 1645-1647 (deux volumes)[1]